# Lo smascheramento
Lo smascheramento (The Exposure)  è un cortometraggio muto del 1914 diretto da Fred Kelsey. Prodotto dalla Reliance Film Company e distribuito dalla Mutual, il film uscì nelle sale il 26 dicembre 1914.

## Distribuzione
Il film - un cortometraggio in due bobine di genere drammatico - uscì sul mercato degli Stati Uniti il 26 dicembre 1914 con il titolo originale The Exposure distribuito dalla Mutual Film.